# Nakata Jaszutaka
Nakata Jaszutaka (中田 ヤスタカ; Hepburn: Yasutaka Nakata; Kanazava, 1980. február 6. –) japán dalszerző, zenei producer és lemezlovas. 1997-ben Kosidzsima Tosiko énekesnővel megalapította a Capsule electro-pop együttest, melyben ő zeneszerzőként és producerként működik közre. A Capsule hivatalos bemutatkozása 2001-ben volt.
2003 óta Nakata a Perfume együttes, illetve 2011 óta Kyary Pamyu Pamyu szólóénekesnő producere, melyek Polyrhythm (2007), illetve PonPonPon (2011) című számaik a mainstream siker felé vitte őket. Nakata rajtuk kívül számos japán popénekessel, köztük Meggel, Szuzuki Amival vagy a SMAP-pel is dolgozott együtt, illetve más előadók, így M-Flo vagy Leah Dizon dalait is remixelte. 2003 és 2012 között Contemode néven saját lemezkiadót is vezetett. Tóva Tei után ő volt a második japán előadó, aki hivatalosan is remixelt Kylie Minogue-nak, akinek a Get Outta My Way című kislemezén működött közre. 2006-ban Kate Sakai énekesnővel megalapította a Coltemonikha együttest.
2012 júliusában elnyerte a „Change Maker of the Year 2012” rendezvény alkotói díját.
Nakataka 2014 júliusáig hat slágerlista-vezető albumot készített, melyből négy Perfume, illetve kettő Kyary Pamyu Pamyu-album.

## Munkái

### Albumok
Nakata Jaszutaka munkásságában elkészült teljes hosszúságú stúdióalbumok.
| Év   | Cím                            | Előadó            | Lemezkiadó                  | Oricon heti albumlista |
| ---- | ------------------------------ | ----------------- | --------------------------- | ---------------------- |
| 2001 | High Collar Girl               | Capsule           | Yamaha Music Communications | N/A                    |
| 2003 | Cutie Cinema Replay            | Capsule           | Contemode                   | 232                    |
| 2003 | Phony Phonic                   | Capsule           | Contemode                   | 120                    |
| 2004 | S.F. Sound Furniture           | Capsule           | Contemode                   | 35                     |
| 2005 | Nexus-2060                     | Capsule           | Contemode                   | 59                     |
| 2005 | L.D.K. Lounge Designers Killer | Capsule           | Contemode                   | 49                     |
| 2006 | Fruits Clipper                 | Capsule           | Contemode                   | 29                     |
| 2007 | Sugarless Girl                 | Capsule           | Contemode                   | 25                     |
| 2007 | Beam                           | Meg               | Universal J                 | 24                     |
| 2007 | Flash Back                     | Capsule           | Contemode                   | 20                     |
| 2008 | Game                           | Perfume           | Tokuma Japan Communications | 1                      |
| 2008 | Step                           | Meg               | Universal J                 | 8                      |
| 2008 | More! More! More!              | Capsule           | Contemode                   | 6                      |
| 2008 | Supreme Show                   | Ami Suzuki        | Avex Trax                   | 16                     |
| 2009 | Beautiful                      | Meg               | Universal J                 | 10                     |
| 2009 | Triangle                       | Perfume           | Tokuma Japan Communications | 1                      |
| 2010 | Player                         | Capsule           | Contemode                   | 4                      |
| 2010 | Maverick                       | Meg               | Universal J                 | 20                     |
| 2011 | World of Fantasy               | Capsule           | Contemode                   | 3                      |
| 2011 | JPN                            | Perfume           | Tokuma Japan Communications | 1                      |
| 2012 | Stereo Worxxx                  | Capsule           | Contemode                   | 5                      |
| 2012 | Pamyu Pamyu Revolution         | Kyary Pamyu Pamyu | Unborde/Warner Music Japan  | 2                      |
| 2013 | Nanda Collection               | Kyary Pamyu Pamyu | Unborde/Warner Music Japan  | 1                      |
| 2013 | Level3                         | Perfume           | Universal J                 | 1                      |
| 2013 | Caps Lock                      | Capsule           | Unborde/Warner Music Japan  | 13                     |
| 2014 | Pika Pika Fantajin             | Kyary Pamyu Pamyu | Unborde/Warner Music Japan  | 1                      |
| 2015 | Wave Runner                    | Capsule           | Unborde/Warner Music Japan  | 5                      |
| 2016 | Cosmic Explorer                | Perfume           | Universal J                 | 1                      |

### Producerelt előadók
- Capsule
- Perfume
  - A Sweet Donuts kislemeztől
- Kyary Pamyu Pamyu
  - 2011-től
- Mito Nacume
  - Maegami kiriszugita (kislemez)
  - 8-bit Boy' (kislemez)
  - I’ll Do My Best (kislemez)
- Hamada Bamyu Bamyu
  - Nandejanen-nen (kislemez)

### Együttműködések
- Meg
  - 2007 és 2012 között zeneszerző, hangszerelő és producer
- Coltemonikha
  - 2006–2007; 2011
- Szuzuki Ami
  - Free Free/Super Music Maker (kislemez)
  - Supreme Show (album)
    - One (kislemez)
    - Can’t Stop the Disco (kislemez)
- Nagisza Cosmetic
- Marino
  - Lollipop (középlemez)
    - Flavor
    - La La Li Lu
- Sarina
  - Violin Diva: 2nd Set (album)
    - Cyber Girl
- Kajó Aiko
  - Cosmic Cosmetics (kislemez) (zeneszerző, hangszerelő)
- Inoue Marina
  - Beautiful Story (kislemez)
- SMAP
  - Super Modern Artistic Performance (album)
    - Kokoro Puzzle Rhythm

  - Csan to si nai to ne (kislemez)
  - Top of the World/Amazing Discovery (kislemez)
    - Amazing Discovery
- Crystal Kay
  - Best of Crystal Kay (válogatásalbum)
    - Step by Step
- Tackey and Tsubasa
  - Trip & Treasure (középlemez)
    - Spotlight
- Minmi
  - Lalala (ai no uta) (kislemez)
    - Taijó no sita de

  - I Love (album)
    - Kaze ni noszete
- Jamasita Tomohisza
  - Ero (album)
    - Baby Baby

  - Aszobi (középlemez)
    - Back to the Dancefloor
- Scandal
  - Standard (album)
    - Over Drive (kislemez) (író, társ-hangszerelő)
- Ringo Sheena
  - Ukina (válogatásalbum)
    - Necuai hakkakucsú
- E-Girls
  - Music Flyer
- Macuda Szeiko
  - Vakuszei ni naritai

### Remixek
- Dorlis × Nomjia Maki × Nakata Jaszutaka (capsule) featuring coba / Lovey Dovey
- Kaleido / Meu Sonho
- M-Flo Loves Minmi / Lotta Love
- Leah Dizon / Koi sijo
- Ram Rider / Sun Lights Stars
- Ram Rider / Kimi ga szuki
- Spaghetti Vabune! / Favorite Song
- Furuhara Nana / Futari no Modzsipittan
- Toki Aszako / Kimi ni mune kjun
- Meg / Rockstar
- Szuzuki Ami / A Token of Love
- SMAP / jozora no mukó
- Thelma Aoyama / Rhythm
- Clazziquai Project / Beat in Love
- Meg / Freak
- Sweetbox / Everything Is Gonna Be Alright (Next Generation 2009)
- Tokyo Ska Paradise Orchestra / Rjúszei no Ballad
- Passion Pit / The Reeling
- Clazziquai Project / Kiss Kiss Kiss
- Mini / Are U Ready?
- Kylie Minogue / Get Outta My Way
- Juju / Szajonara no kavari ni
- Alexandra Stan / Mr. Saxobeat
- RIP Slyme / Nettaija
- TRF / Ez Do Dance (retracked by Yasutaka Nakata)
- Kylie Minogue / Into the Blue
- m-flo featuring BoA / The Love Bug
- Madeon featuring Passion Pit / Pay No Mind

### Egyebek
Nakata komponálta a 2015 márciusától a Kanazava állomáson áthaladó sinkanszen-járatain használt, az állomás elhagyása után felcsendülő dallamot.